# アドルフ・バール

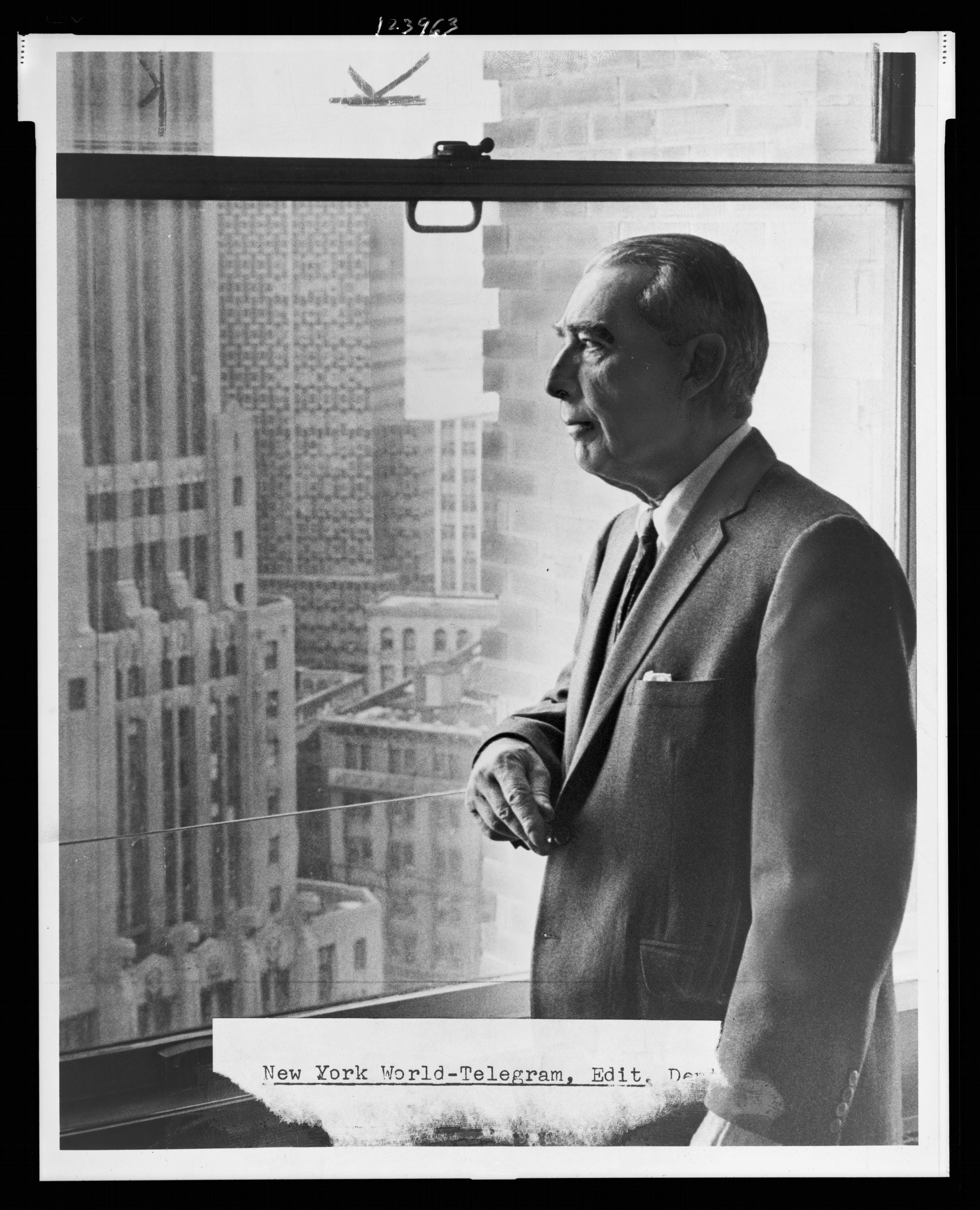
アドルフ・バール

アドルフ・オーガスタス・バール（Adolf Augustus Berle, 1895年1月27日 - 1971年2月17日）は、アメリカ合衆国の外交官、作家、教育者。

## 生涯
マサチューセッツ州ボストン生まれ。ハーバード大学で1913年に学士号を、1914年に修士号を取得した後ハーバード法科大学院へ入り、1916年に法学の学位を取得した。
1917年、ボストン市内で弁護士業を開業。1918年、パリ講和会議に参加するためドイツのベルリンに渡った。パリ講和会議には合衆国代表として参加したが、ヴェルサイユ条約に異議を申し立てて辞任した。バールは1919年に合衆国に帰国し、ニューヨーク市内で弁護士を務めた。1927年、バールはコロンビア大学法科大学院で会社法の教授に就任し、1964年まで務めた。
フランクリン・ルーズベルトが大統領に就任した1933年、バールはブレーントラストの1人となり、ニューディール政策や善隣政策についての実務的作業を行い、1938年まで復興金融公社の特別顧問を務めた。1938年から1944年まで国務次官補を務め、1945年から1946年まで駐ブラジル大使を務めた。また、1944年のニューヨーク州自由党設立にも携わった。
1971年2月17日、バールはニューヨーク市内において死去した。

## 著作物
- The Modern Corporation and Private Property (1932; 1991 ed: ISBN 0-88738-887-6) with Gardiner Means
- The 20th Century Capitalist Revolution (1954; ASIN B0006ATWVC)
- Power without Property (1959; ISBN 0-15-173349-X)
- Latin America: Diplomacy and Reality (1962; 1981 ed: ISBN 0-313-22970-8)

| 外交職                            | 外交職                                                             | 外交職                    |
| --------------------------------- | ------------------------------------------------------------------ | ------------------------- |
| 先代 ジェファーソン・キャフェリー | 在ブラジルアメリカ合衆国特命全権大使 1945年1月30日 - 1946年2月27日 | 次代 ウィリアム・ポウリー |